# Сливко, Александр Сергеевич
Алекса́ндр Серге́евич Сливко́ (4 августа 1884, Мензелинск, Уфимская губерния — 22 декабря 1972, Омск) — советский учёный, первый ректор Омского педагогического института (1932—1937).

## Биография
Окончил приходское училище (1895), 1-ю Казанскую гимназию и историко-филологический факультет Казанского университета (1911). Год работал учителем истории и словесности в Оханской женской гимназии Пермской губернии. В 1912—1919 преподавал в Омском коммерческом училище.
В 1919—1926 зав. отделом социального воспитания ГубОНО и ОкрОНО. Одновременно читал лекции по историческому материализму в Коммунистическом институте Сибири, ветеринарном и медицинском институтах.
С 1926 г. заведующий кафедрой диалектического материализма Омского ветеринарного института, в 1928—1931 — ректор. В 1931—1932 доцент и зав. кафедрой Молочного института.
В 1932 г. назначен первым директором Омского педагогического института и заведующим кафедрой диалектического материализма. В марте 1937 г. по решению Бюро обкома ВКП(б) «за засорение профессорско-преподавательского состава классово-враждебными элементами, притупление классовой бдительности и как не обеспечивающий политического руководства институтом» был снят с должности.
3 сентября 1937 года арестован одновременно с сыном — Сергеем Александровичем Сливко, заведующим кафедрой истории в Омском педагогическом институте. Провел 2 года в следственном изоляторе, в сентябре 1939 г. был освобожден, восстановлен в ВКП(б) и направлен на работу в институт усовершенствования учителей сначала заместителем директора, а затем директором.
В 1941 получил должность заведующего в Омском областном краеведческом музее, где и проживал в помещении запасника с женой и внуками. С 1942 по 1962 г. ректор и зав. кафедрой философии, логики и психологии Омского пединститута.
В 1956 г. защитил кандидатскую диссертацию по теме «Основы курса логики в свете современных достижений диалектического и исторического материализма».
Умер 22 декабря 1972 г. в Омске. Похоронен на Старо-Восточном кладбище.